# Söchau
Söchau là một đô thị thuộc huyện Fürstenfeld bang Steiermark, nước Áo. Đô thị Söchau có diện tích 18,18 km², dân số thời điểm cuối năm 2008 là 1478 người.
Bản mẫu:Đô thị của Fürstenfeld